# FC Roskilde
Der Football Club Roskilde ist ein dänischer Fußballverein aus Roskilde, der in der dritthöchsten dänischen Liga, der 2. Division, spielt.

## Stadion
Der Verein trägt seine Heimspiele im vereinseigenen Roskilde Idrætspark in Roskilde aus. Das Stadion hat ein Fassungsvermögen von 5012 Personen.
Koordinaten: 55° 38′ 12,6″ N, 12° 4′ 20,9″ O

## Erfolge
- Dänischer Drittligavizemeister: 2023/24  ▲

## Trainer
Stand Mai 2025
| Trainer                   | Nation   | von                | bis                |
| ------------------------- | -------- | ------------------ | ------------------ |
| Martin Jungsgaard         | Dänemark | 1. Juni 2006       | 30. Juni 2010      |
| John Kristiansen          | Dänemark | 1. Juli 2006       | 30. Juni 2008      |
| Carsten Broe              | Dänemark | 1. Juli 2010       | 20. Mai 2012       |
| Anders Theil              | Dänemark | 21. Mai 2012       | 30. Juni 2016      |
| Rasmus Monnerup           | Dänemark | 1. Juli 2016       | 29. April 2017     |
| René Skovdahl             | Dänemark | 1. Juli 2017       | 18. September 2017 |
| Anders Möller Christensen | Dänemark | 18. September 2017 | 28. September 2017 |
| Rasmus Monnerup           | Dänemark | 28. September 2017 | 2. September 2018  |
| Christian Lönstrup        | Dänemark | 10. September 2018 | 30. Juni 2019      |
| Peter Foldgast            | Dänemark | 15. Mai 2019       | 30. Juni 2019      |
| Christian Iversen         | Dänemark | 1. Juli 2019       | 9. September 2019  |
| Martin Jungsgaard         | Dänemark | 11. September 2019 | 31. August 2020    |
| Morten Uddberg            | Dänemark | 21. August 2020    | 4. Oktober 2020    |
| Anders Theil              | Dänemark | 9. Oktober 2020    | 31. Dezember 2020  |
| Michael Jörgensen         | Dänemark | 8. Januar 2021     | 2. November 2021   |
| Jack Majgaard             | Dänemark | 1. Januar 2022     | 3. April 2023      |
| Jesper Haakanson          | Dänemark | 1. Juli 2023       | 18. August 2023    |
| Mikkel Thygesen           | Dänemark | 4. September 2023  | 10. Oktober 2024   |
| Kristoffer Johannsen      | Dänemark | 1. Januar 2025     |                    |